# Moose Mountain Provincial Park
Moose Mountain Provincial Park är en park i Kanada.   Den ligger i provinsen Saskatchewan, i den sydöstra delen av landet, 2 000 km väster om huvudstaden Ottawa. Moose Mountain Provincial Park ligger 788 meter över havet. Den ligger vid sjöarna  Cann Lake Hawk Lake och Rock Island Lake.
Terrängen runt Moose Mountain Provincial Park är huvudsakligen platt. Moose Mountain Provincial Park ligger uppe på en höjd.Trakten runt Moose Mountain Provincial Park är nära nog obefolkad, med mindre än två invånare per kvadratkilometer.. Närmaste större samhälle är Arcola, 20,0 km söder om Moose Mountain Provincial Park. 